# Sam Mbah
Sam Mbah, né en 1963 à Enugu (Nigeria) et mort le 6 novembre 2014, est un auteur, avocat et militant libertaire nigérian.

## Biographie
Sam Mbah rejoint le mouvement anarchiste peu de temps après l'effondrement de l'URSS alors qu'il étudie à l'Université de Lagos. Comme pour nombre de militants radicaux, l'effondrement du Bloc de l'Est ouvre une période de profonde réflexion politique qui incite à ré-examiner de précédents engagements marxistes. Il est alors influencé par des publications nord-américaines comme The Torch et Love and Rage.
Il est actif dans l'Awareness League (en), une organisation libertaire nigériane présente dans les mouvements d'éducation populaire et pour la protection de l'environnement.

## Publications
- (en) Avec I.E. Igariwey, African Anarchism : The history of a movement, See Sharp Press, Tucson, Arizona, 1997, lire en ligne, lire en ligne.